# Phèdre (philosophe)
Pour les articles homonymes, voir Phèdre.
Phèdre (Φαῖδρος, Phaidros) est un philosophe épicurien grec. Il naît en 138 avant J. C. et fut le chef de l'école épicurienne à Athènes de 75 av. J.-C. environ à sa mort en 70 av. J.-C.
Réfugié quelque temps à Rome lors de la prise d'Athènes, il enseigne l'épicurisme au jeune Cicéron. Phèdre était à ce moment-là un homme âgé, figure dominante de l'école épicurienne. Il eut aussi comme élèves Velleius, que Cicéron présente comme le défenseur des points de vue épicuriens dans le De Natura Deorum (de la Nature des Dieux) et Atticus qui resta fidèle à l'épicurisme toute sa vie. Cicéron vante particulièrement ses manières agréables et l'élégance de sa parole. Il eut un fils du nom de Lysiadas. Phèdre fut remplacé à la tête de l'école par  Patro l'Épicurien (en).
Cicéron écrivit à Atticus pour lui demander l'essai de Phèdre Des Dieux (Περὶ ϑεῶν, peri deon), et utilisa cette œuvre pour l'aider à rédiger le premier livre du De Natura Deorum. Sur cette base, il développa non seulement son analyse de la doctrine épicurienne, mais aussi celle de philosophes plus anciens.

## Sources
- (en) Cet article est partiellement ou en totalité issu de l’article de Wikipédia en anglais intitulé « Phaedrus the Epicurean » (voir la liste des auteurs).
- (en) Cet article intègre du texte traduit depuis le Dictionary of Greek and Roman Biography and Mythology de William Smith (1870).